# Lecanorales
De schotelkorstachtigen (Lecanorales) vormen een orde van Lecanoromycetes uit de subklasse van Lecanoromycetidae. Het is een omvangrijke orde met 26 families, 269 geslachten en 5695 soorten.
Tot deze orde behoren bepaalde soorten korstmossen.

## Taxonomie
De taxonomische indeling van de Lecanorales is als volgt:
- Familie: Aphanopsidaceae
- Familie: Biatoraceae
- Familie: Bruceomycetaceae
- Familie: Byssolomataceae
- Familie: Carbonicolaceae
- Familie: Catillariaceae
- Familie: Cladoniaceae
- Familie: Dactylosporaceae
- Familie: Gypsoplacaceae
- Familie: Haematommataceae
- Familie: Lecanoraceae
- Familie: Malmideaceae
- Familie: Pachyascaceae
- Familie: Parmeliaceae
- Familie: Psilolechiaceae
- Familie: Psoraceae
- Familie: Ramalinaceae
- Familie: Ramboldiaceae
- Familie: Scoliciosporaceae
- Familie: Sphaerophoraceae
- Familie: Stereocaulaceae
- Familie: Tephromelataceae
- Familie: Trapeliaceae
- Geslachten (incertae sedis):
  - Coronoplectrum – Ivanpisutia – Joergensenia - Lichenosticta – Myochroidea – Neopsoromopsis – Psoromella – Puttea – Ramalea